# دولوجا (گوموش‌حاجی‌کوی)
دولوجا (به ترکی استانبولی: Doluca) یک منطقهٔ مسکونی در ترکیه است که در گوموش‌حاجی‌کوی واقع شده‌است.